# Antepipona kassalensis
Antepipona kassalensis är en stekelart som först beskrevs av Giordani Soika 1939.  Antepipona kassalensis ingår i släktet Antepipona och familjen Eumenidae. Inga underarter finns listade i Catalogue of Life.